# Fujimi Orchestra
Fujimi Orchestra (富士見二丁目交響楽団 Fujimi Nichōme Kōkyō Gakudan?) es una serie de novelas ligeras japonesas de género yaoi escritas por Kō Akizuki e ilustradas por Keiko Nishi y Sei Gōtō. Es serializada por la imprenta Kadokawa Ruby Bunko de la editorial Kadokawa Shōten desde el 31 de marzo de 1994; hasta la fecha componiéndose de veintisiete volúmenes publicados. En 1997, la serie fue adaptada a un OVA producido por el estudio AIC y dirigido por Atsushi Ōtsuki. Asimismo, se ha lanzado una adaptación a manga en 2005 y una película de acción real estrenada el 3 de marzo de 2012.

## Argumento
La orquesta sinfónica Fujimi está compuesta de músicos aficionados dirigidos por el tímido violinista Yūki Morimura. Ninguno de sus miembros tiene grandes dotes musicales, pero la llegada del brillante director Kei Tonoin crea una nueva chispa en la mirada de todos. Tonoin es a la noche lo que Morimura al día; mientras Morimura dirige con calma y gentileza, Tonoin lo hace con la fuerza de un dictador. A pesar de esta diferencia, la orquesta Fujimi brilla con más intensidad que nunca bajo la dirección de Tonoin. Cuando Natsuko Kawashima, la joven de quien Morimura está enamorado, comienza a mostrar interés en Tonoin, Morimura no puede evitar sentirse celoso y deprimido. A causa de sus altibajos, estalla una inevitable confrontación con el enigmático director que culmina con Morimura decidiendo marcharse de la orquesta. 
Tonoin, sin embargo, trata de evitar la partida de Morimura y roba su violín para luego esconderlo en su casa, obligándole así a ir por este. Una vez allí, Tonoin le confiesa a Morimura su amor y le obliga a tener relaciones con él, además de afirmar que Kawashima nunca podría amarlo y mucho menos hacerlo feliz, puesto que ella estaba enamorada de él. Todo esto lleva a Morimura a la desesperación y mientras huye del apartamento de Tonoin, cae de las escaleras y sufre una fractura de pierna. Tonoin, desolado y preocupado por el joven violinista, trata de permanecer a su lado y le cuida hasta su recuperación, demostrando que su devoción hacia su persona es genuina. En contra de todo pronóstico, Morimura finalmente decide quedarse en la orquesta Fujimi a pesar de la continua presión de Tonoin para mejorar su forma de tocar mientras trata de ganarse su corazón.

## Personajes
Yūki Morimura (守村 悠季 Morimura Yūki?)
Voz por: Ryōtarō Okiayu
Es el personaje principal de la serie, un joven violinista de 24 años de edad. Su familia posee una granja en las afueras de la ciudad. Tras graduarse de una universidad privada de música, comienza a trabajar como maestro de conciertos para la orquesta sinfónica Fujimi a la par que se desempeña como instructor de música temporal en una escuela secundaria. Extremadamente tímido, afeminado y de personalidad sumisa, los padres de sus alumnos pronto lo creen gay y debido a esto se verá obligado a renunciar a la enseñanza. Inicialmente afirma ser heterosexual y solía estar enamorado de Kawashima, sin embargo, posteriormente comienza a desarrollar sentimientos por Tonoin y se convierte en su amante.
Kei Tonoin (桐ノ院 圭 Tōnoin Kei?)
Voz por: Yasunori Masutani
Es el director de la orquesta Fujimi, un genio musical. Proviene de la prestigiosa familia Tonoin, siendo su padre el gerente de un banco. De carácter tenaz y obstinado, eligió marcharse de su hogar con el objetivo de lograr su autonomía económica con sus propios méritos. Después de abandonar el departamento de música de la Universidad Nacional de Bellas Artes y Música de Tokio, se marchó a estudiar al extranjero, principalmente a Viena y Berlín, tras lo cual regresó a Japón. Consciente de su homosexualidad desde muy joven, se enamoró de Morimura a primera vista y su traslado a Fujimi también tuvo que ver con este.
Natsuko Kawashima (川島 奈津子 Kawashima Natsuko?)
Voz por: Masako Katsuki
Es una joven asalariada que trabaja en un banco, pero en su tiempo libre participa en el orquesta Fujimi como flautista. Morimura solía estar enamorado de ella, sin embargo, Kawashima termina enamorándose de Tonoin.

## Media

### Novelas ligeras
Escrita por Kō Akizuki e ilustrada por Keiko Nishi y Sei Gōtō, Fujimi Orchestra es publicada por la imprenta Kadokawa Ruby Bunko desde el 31 de marzo de 1994. Ruby Bunko es una rama de la editorial Kadokawa Shōten centrada en obras de género yaoi. Las primeras dieciséis novelas, y así como también tres libros de personajes adicionales, fueron ilustrados por Nishi Keiko, mientras que todos los siguientes han sido ilustrados por Sei Goto. La primera y cuarta historia de la serie han sido adaptadas a un manga también ilustrado por Goto que fue lanzado en 2005.

### OVA
Una adaptación a OVA dirigida por Atsushi Ōtsuki y producida por el estudio de animación AIC fue lanzada el 22 de julio de 1997. El OVA adapta el argumento de la primera historia de las novelas y cuenta con las voces de Ryōtarō Okiayu, Yasunori Masutani, Masako Katsuki y Akira Ishida en los roles principales.

### Película
Una película de acción real basada en las novelas fue estrenada el 3 de marzo de 2012. Cuenta con la dirección de Satoshi Kaneda, y guion de Rino Itaya y Shinsuke Hakoda. Fue protagonizada por Shōta Takasaki y Yūsuke Arai en los roles de Morimura y Tonoin, respectivamente.